# Michael E. Green
Michael Edward Green (* 23. Juni 1985 in Philadelphia, Pennsylvania) ist ein US-amerikanischer Basketballspieler. Nach dem Studium in seinem Heimatland begann Green eine professionelle Karriere in Europa, wo er in der Türkei, Belgien und drei Jahre in Italien spielte. Nachdem er in der Saison 2013/14 in Russland gespielt hatte, wechselte er für die folgende Saison nach Frankreich zu Paris-Levallois Basket.

## Karriere
Nach dem Schulabschluss in seiner Heimatstadt bekam Green einen Studienplatz an der Towson University in Maryland, wo er von 2003 an für die Hochschulmannschaft Tigers in der Colonial Athletic Association (CAA) der NCAA spielte. Nach zwei Jahren entschloss er sich zum Hochschulwechsel und ging an die Butler University in Indianapolis, wo er nach einem Jahr vorgeschriebener Pause wegen des Hochschulwechsels von 2006 noch zwei Jahre damals in der Horizon League der NCAA spielte. Mit deren Hochschulmannschaft Bulldogs verlor Green 2007 noch das Finale des Meisterschaftsturniers der Horizon League gegen die Raiders der Wright State University um den späteren Bundesliga-Spieler DaShaun Wood, doch im Jahr darauf, als Green zum „Player of the Year“ der Horizon League und MVP des Meisterschaftsturniers ernannt wurde, konnte man das Turnier gewinnen. Nachdem man 2007 beim landesweiten NCAA-Endrundenturnier im Achtelfinale Sweet Sixteen gegen den Titelverteidiger Gators der University of Florida ausgeschieden war, verloren die Bulldogs in der Endrunde 2008 bereits in der zweiten Runde gegen die Volunteers der University of Tennessee.
Nachdem Green im NBA-Draft 2008 von keinem Klub der am höchsten dotierten Profiliga NBA ausgewählt worden war, unterschrieb er seinen ersten professionellen Vertrag beim Verein aus Antalya in der Türkiye Basketbol Ligi. Zu Saisonbeginn unterlag man in der Qualifikation zur EuroChallenge 2008/09 dem deutschen Vertreter Deutsche Bank Skyliners. Nach dem Aufstieg in die höchste Spielklasse ein Jahr zuvor erreichte Antalya auch in seiner zweiten Erstliga-Spielzeit die Play-offs um die türkische Meisterschaft, in denen man als Tabellensechster in der ersten Runde Titelverteidiger Fenerbahçe Ülker unterlag. Für die folgende Spielzeit wechselte Green in die Ethias League zu Belgacom aus Lüttich, die als erstplatzierte Mannschaft in die Play-offs um die nationale Meisterschaft einzogen, in denen sie in der Finalserie jedoch Titelverteidiger Spirou BC Charleroi unterlagen.
Mit der Vizemeisterschaft in Belgien 2010 hatte sich Green für den italienischen Erstligisten Bennet aus Cantù empfohlen. Der Traditionsverein aus der Lombardei verbesserte sich auf den zweiten Platz der regulären Saison und zog auch in die Play-off-Finalserie um den Titel 2011 ein, in der man jedoch Serienmeister Montepaschi Siena unterlag. Für die folgende Saison blieb Green in Italien, doch er wechselte aus der ersten Liga vom Fuße der Alpen in die zweite Liga nach Sizilien zum Verein Sigma Basket aus Barcellona Pozzo di Gotto. Als Tabellenfünfter zog man in die Play-offs um den verbleibenden Aufstiegsplatz ein, in denen man in der Halbfinalserie dem späteren Gewinner Enel Basket aus Brindisi unterlag. Für die folgende Saison 2012/13 kehrte Green in die erste Liga und in die Lombardei zurück und spielte bei Cantùs regionalem Rivalen Cimberio aus Varese, der als fünffacher Landesmeister-Europapokalsieger der 1970er Jahre in der Vergangenheit noch etwas erfolgreicher als Cantù war. Zunächst verlor man das Finale im Pokalwettbewerb „Coppa Italia“ mit drei Punkten Unterschied gegen Titelverteidiger Siena, doch in der nationalen Mannschaft holte Varese etwas überraschend den ersten Platz nach der regulären Saison. In der Play-off-Halbfinalserie ging es in sieben Spielen gegen Serienmeister Siena, denen man sich am Ende geschlagen geben musste.
In der Saison 2013/14 spielte Green beim russischen Klub aus Chimki in der Oblast Moskau. Im Eurocup 2013/14 verlor Chimki in Vor- und Zwischenrunde nur ein Spiel, doch in Hin- und Rückspiel im Achtelfinale schied man gegen den späteren spanischen Titelgewinner Valencia Basket Club aus. In der Vorrunde der regionaleuropäischen VTB United League 2013/14 blieb die Mannschaft ungeschlagen, doch auch hier unterlag man in der ersten Play-off-Runde überraschend glatt in drei Spielen dem späteren Finalisten BK Nischni Nowgorod, der es auch bis ins Eurocup-Halbfinale geschafft hatte. Für die Saison 2014/15 bekam Green dann einen Vertrag bei Paris-Levallois Basket in der französischen LNB Pro A.

## Erfolge
- Griechischer Pokalsieger: 2018
- Champions League: 2018